# Білоцвіт
Білоцві́т (Leucojum) — рід рослин родини амарилісових. Багаторічні трав'янисті цибулинні рослини з широко-дзвоникоподібними квітками.
Рід містить два види, поширених у Європі та Західній Азії; рослини інтродуковані до південно-східної Канади, США, Японії, Австралії, Нової Зеландії, Данії, Швеції й Фінляндії. В Україні поширені 2 види: білоцвіт весняний (Leucojum vernum) — на вологих луках, в лісах, серед чагарників Карпат і Росточчя-Опілля; білоцвіт літній (Leucojum aestivum) — на луках Карпат і Ай-Петринській яйлі в Криму.